# Бернхард фон Рор
Бернхард фон Рор (на немски: Bernhard von Rohr; * 1421, Кремсмюнстер, Горна Австрия; † 21 март 1487, Титмонинг, Горна Бавария) е архиепископ на Залцбург (1466 – 1482) и администратор (епископ) на Виена (1482 – 1487).

## Произход и управление
Той е син на Вилхелм фон Рор и Барбара Кухлер. Бернхард фон Рор е чичо на Сикстус фон Танберг († 1495), епископ на Гурк (1470 – 1474) и княжески епископ на Фрайзинг (1474 – 1495).
Бернхард първо е хор-хер в Санкт Пьолтен и след това домхер и градски свещеник в Залцбург. Цял живот той обича охолството и изисканата кухня, не спазва целибата (wollusts begierig). Той създава през 1483 г. жилище за конкубините си в катедралния женски манастир, където ходи от епископ-резиденцията през покрит коридор.
На 2 февруари 1466 г. Бернхард фон Рор е избран за архиепископ. Княжеското архиепископство прави високи задължения, той увеличава данъците, гражданите на Залцбург протестират безуспешно. В началото политиката му е много успешна. През неговата служба обаче турците правят опустошения, избухва чумна епидемия, има напаст от скакалци и големи конфликти. Той събира скъпоценни книги по изкуства, ръкописи и инкунабула.
През 1471 г. той участва в имперското събрание в Регенсбург, където трябва да се вземат спешно решения, заради непрекъснатите нападения на турците.
През 1475 г. той венчава в Ландсхут баварския херцог Георг Богатия с Ядвига Ягелонка, дъщеря на полския крал Кажимеж IV Ягелончик и Елизабет Хабсбург.
Конфликтите с абата на „Св. Петер“ в Залцбург, катедралния пропст Каспар фон Щубенберг, също и с император Фридрих III и с папата (заради епископствата Гурк и Фрайзинг) и неспокойствията в Австрия го карат да напусне службата си спонтанно през 1478 г. в полза на императорския близък фаворит епископа на Гран Йохан Бекеншлагер. Едва на 14 януари 1482 г. Бернхард фон Рор се отказва истински като управляващ княз, но запазва доживотно титлата княжески архиепископ на Залцбург.
Бернхард фон Рор получава през 1482 г. службата администратор на епископство Виена, но трябва да се откаже, понеже Матяш Корвин завладява Виена и поставя там свой човек. Бернхард фон Рор се оттегля в замък Титмонинг, където, малко зачитан, умира на 21 март 1487 г. от удар.